# Effectifs du Championnat d'Europe féminin de basket-ball 2015
Cet article est un complément de Championnat d'Europe de basket-ball féminin 2015.

### 

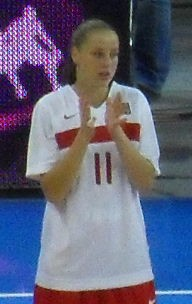
Kateřina Elhotová.

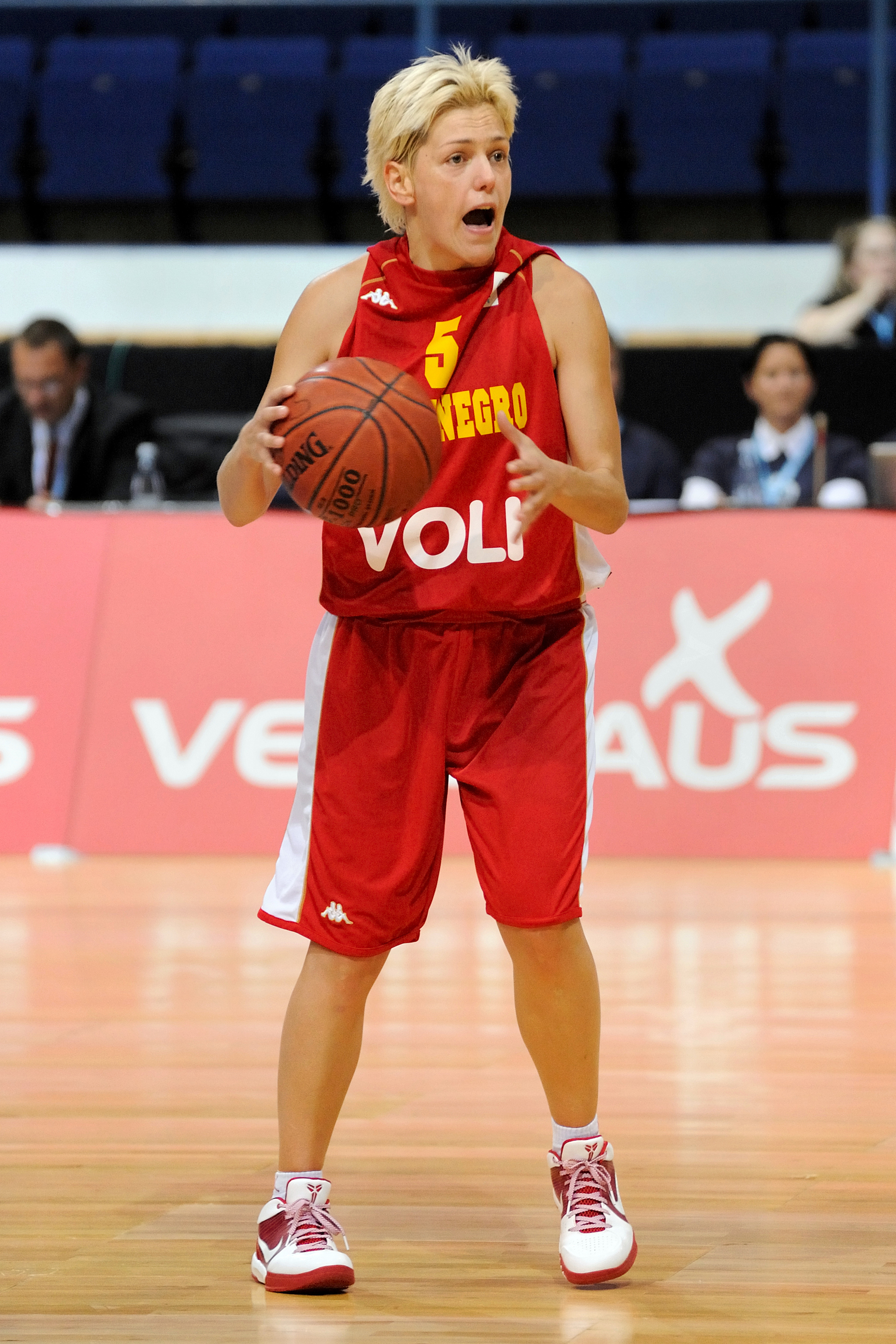
Jelena Škerović

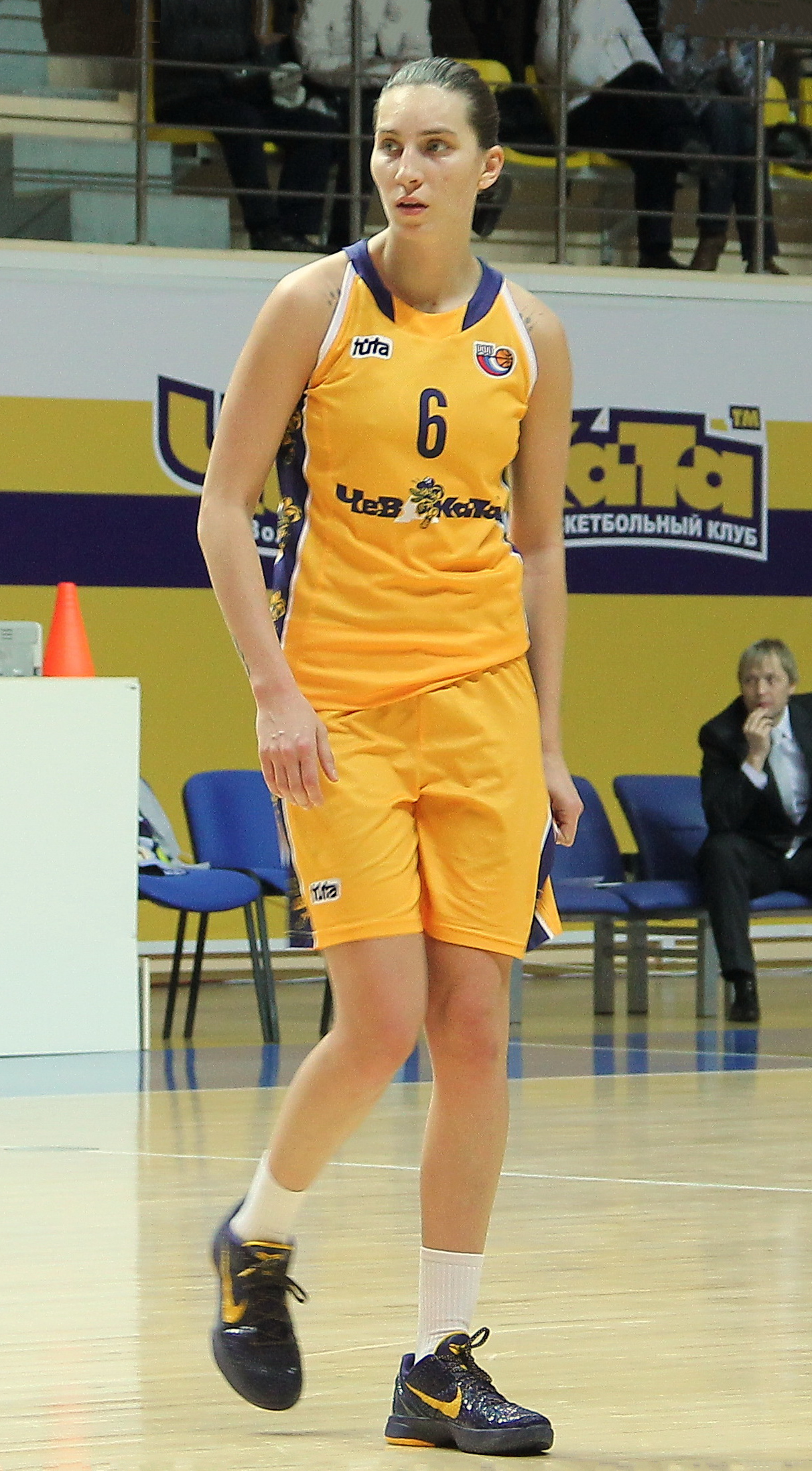
Katsiaryna Snytsina sous le maillot de Tchevakata Vologda.

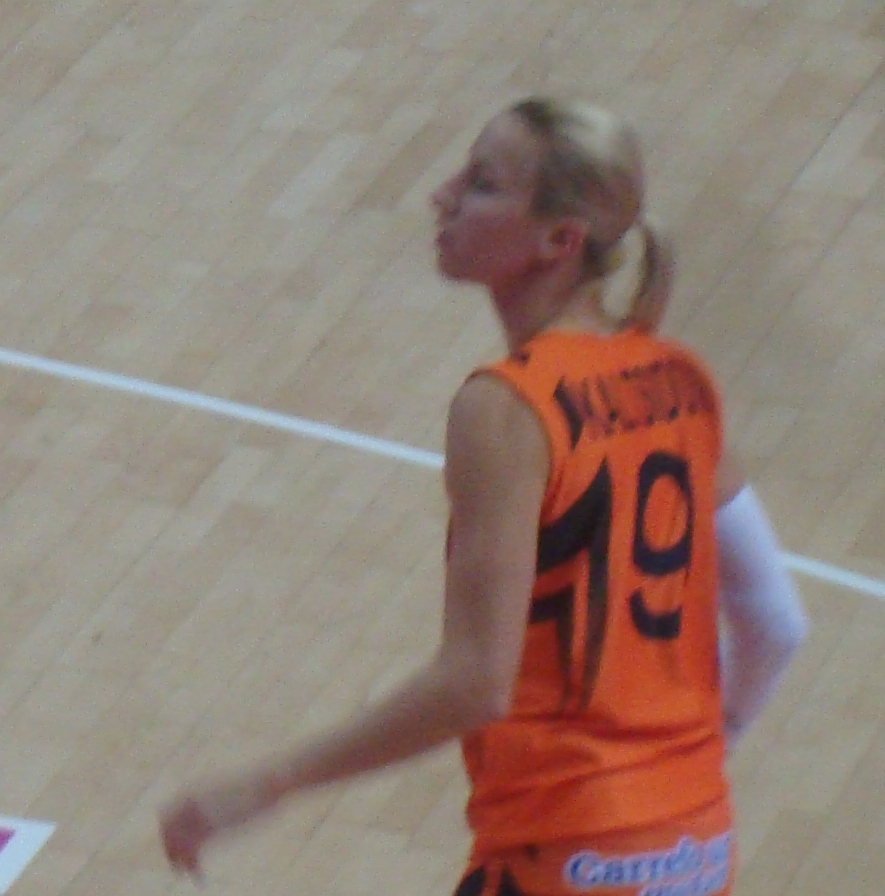
Stella Kaltsidou

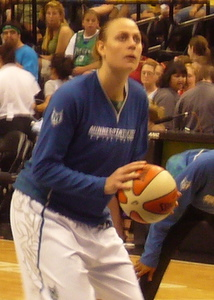
Kathrin Ress

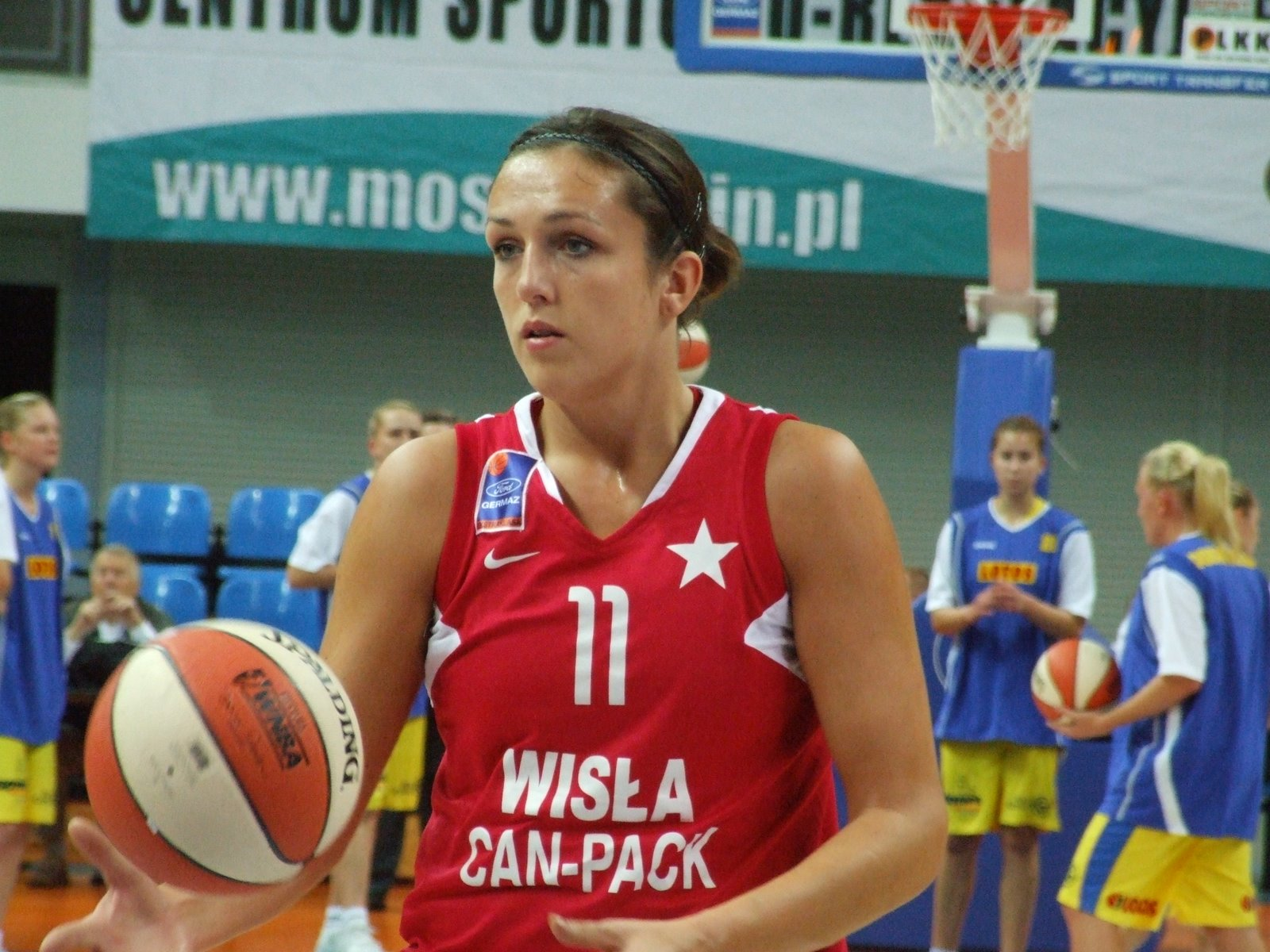
Ewelina Kobryn en 2009 sous le maillot de Cracovie.

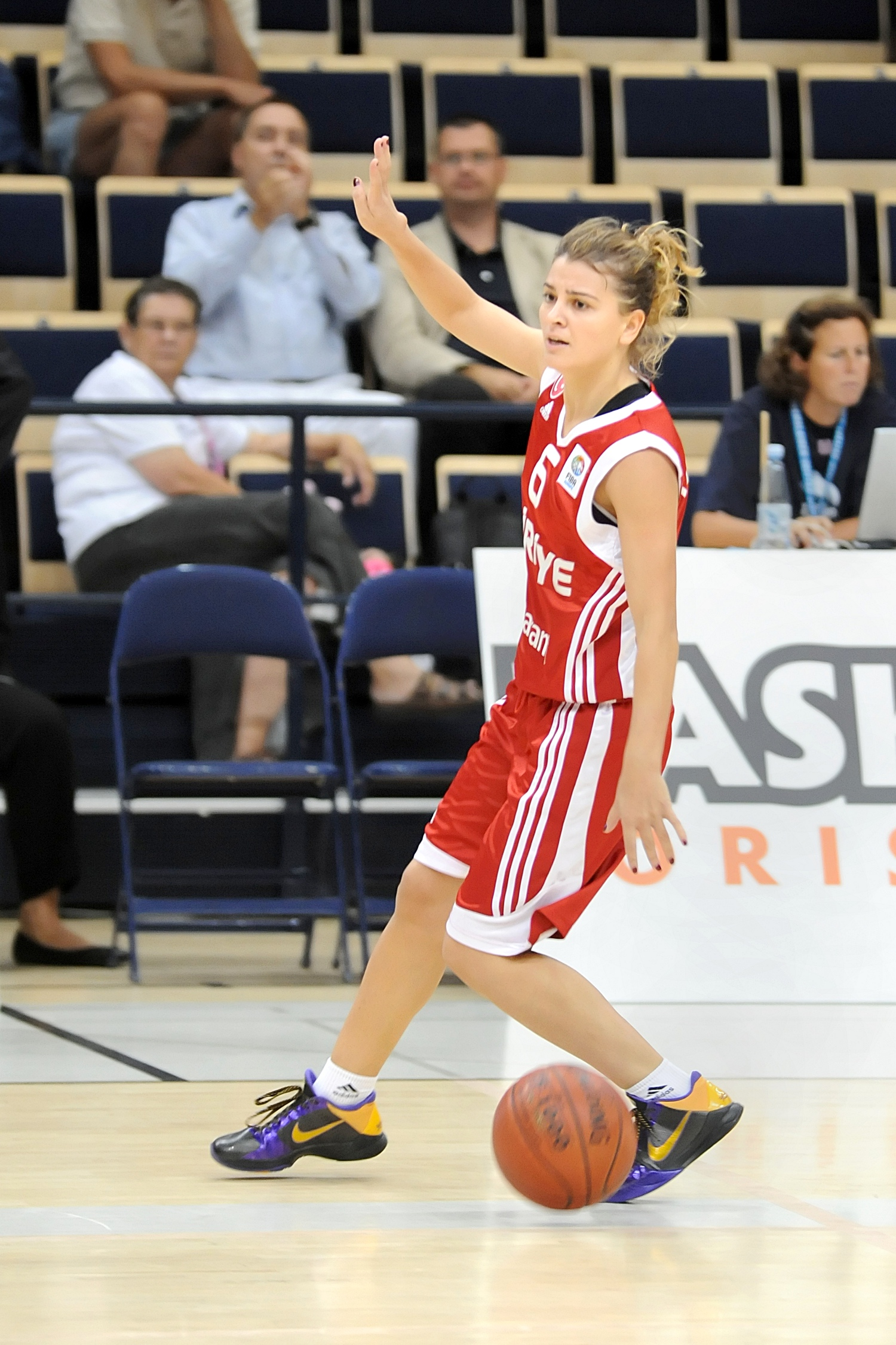
Birsel Vardarlı.

## Groupe A

### République tchèque
La sélection 2015 est composée de:
| Numéro | Joueuse             | Poste | Naissance         | Taille | Club 2014-2015     |
| ------ | ------------------- | ----- | ----------------- | ------ | ------------------ |
| 4      | Jana Veselá         | SF    | 31 décembre 1983  | 1,94 m | Antioche SK        |
| 5      | Michaela Zrůstová   | SF    | 4 avril 1987      | 1,86 m | USK Prague         |
| 6      | Veronika Bortelová  | PG    | 11 juin 1978      | 1,69 m | DSK Karlin         |
| 7      | Alena Hanušová      | PF    | 29 mai 1991       | 1,90 m | BK Brno            |
| 8      | Ilona Burgrová      | C     | 15 mars 1984      | 1,96 m | USK Prague         |
| 9      | Kateřina Bartoňová  | PG    | 17 janvier 1990   | 1,73 m | Cadi ICG Software  |
| 10     | Romana Hejdová      | PF    | 9 mai 1988        | 1,84 m | BK Brno            |
| 11     | Kateřina Elhotová   | SG    | 14 octobre 1989   | 1,81 m | USK Prague         |
| 12     | Tereza Vyoralová    | SG    | 16 janvier 1994   | 1,76 m | VŠ Prague          |
| 13     | Petra Kulichová     | C     | 13 septembre 1994 | 1,98 m | Good Angels Košice |
| 14     | Tereza Pecková      | SF    | 10 juillet 1987   | 1,89 m | BK Brno            |
| 15     | Katerina Hindrakova | SG    | 9 février 1988    | 1,76 m | Kara Trutnov       |

Sélectionneur : Lubor Blažek
Assisté de : Ivan Benes

### France

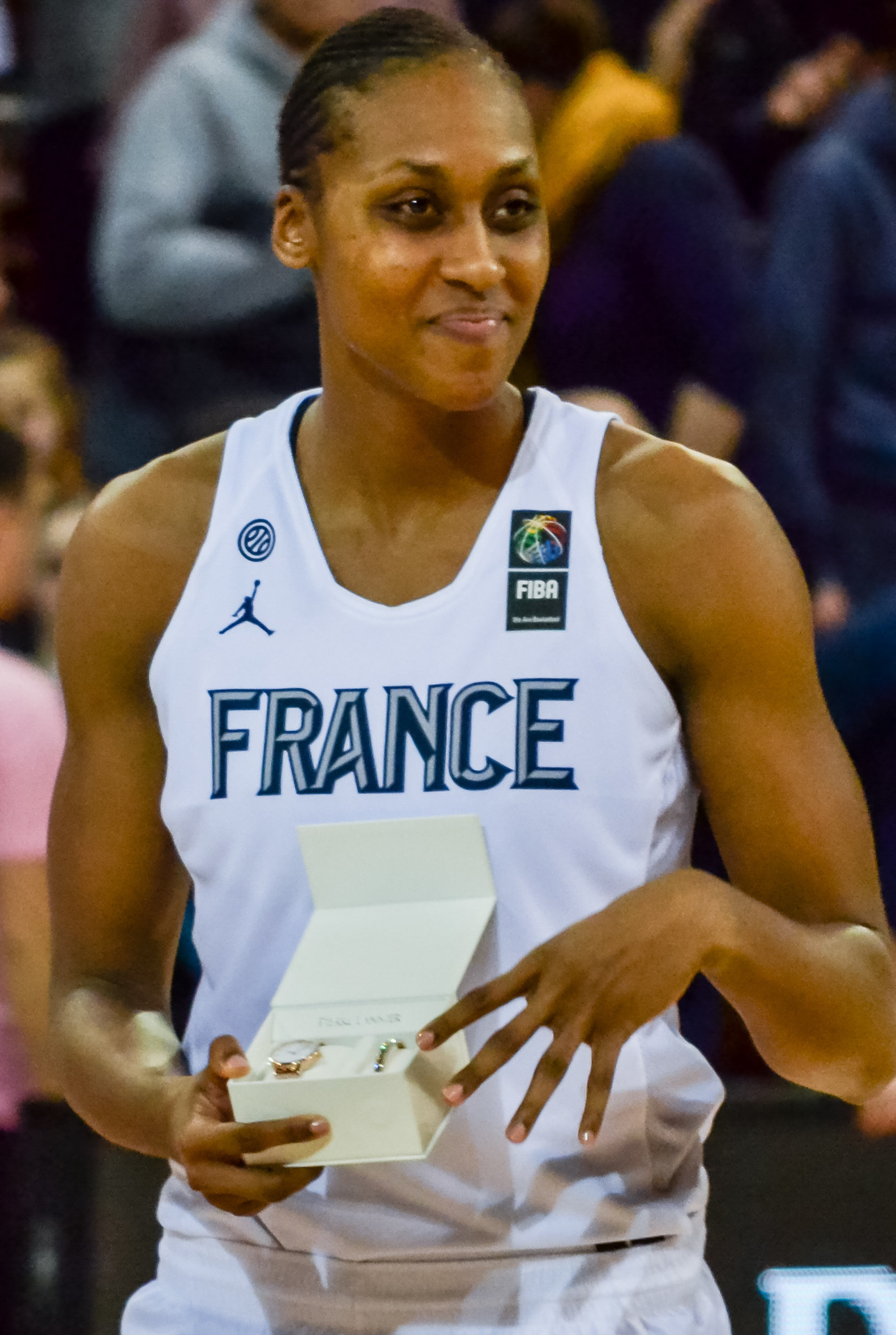
Sandrine Gruda

La sélection 2015 est composée de:
| Numéro | Joueuse              | Poste | Naissance        | Taille | Club 2014-2015        |
| ------ | -------------------- | ----- | ---------------- | ------ | --------------------- |
| 4      | Isabelle Yacoubou    | 5     | 21 avril 1986    | 1,95 m | Famila Schio          |
| 5      | Nwal-Endéné Miyem    | 3-4   | 15 mai 1988      | 1,88 m | Tango Bourges Basket  |
| 6      | Diandra Tchatchouang | 3-4   | 14 juin 1991     | 1,87 m | Tango Bourges Basket  |
| 7      | Sandrine Gruda       | 4-5   | 25 juin 1987     | 1,95 m | UMMC Iekaterinbourg   |
| 8      | Olivia Époupa        | 1     | 30 avril 1994    | 1,65 m | Toulouse              |
| 9      | Céline Dumerc        | 1     | 9 juillet 1982   | 1,69 m | Tango Bourges Basket  |
| 10     | Sarah Michel         | 2-3   | 10 janvier 1989  | 1,80 m | Nantes-Rezé Basket 44 |
| 11     | Ana Cata-Chitiga     | 4-5   | 20 juin 1989     | 1,94 m | Tango Bourges Basket  |
| 12     | Gaëlle Skrela        | 2-3   | 24 janvier 1983  | 1,77 m | Lattes Montpellier    |
| 13     | Héléna Ciak          | 5     | 15 décembre 1989 | 1,97 m | Tango Bourges Basket  |
| 14     | Paoline Salagnac     | 2     | 13 mars 1984     | 1,76 m | Tango Bourges Basket  |
| 15     | Anaël Lardy          | 1     | 24 octobre 1987  | 1,70 m | Lattes Montpellier    |

Sélectionneur : Valérie Garnier
Assistée de : Grégory Halin et Olivier Lafargue

### Monténégro
La sélection 2015 est composée de:
| Numéro | Joueuse            | Poste | Naissance          | Taille | Club 2014-2015       |
| ------ | ------------------ | ----- | ------------------ | ------ | -------------------- |
| 4      | Kristina Rakovic   | PF    | 26 septembre 1994  | 1,85 m | Sumadija Kragujevac  |
| 5      | Jelena Škerović    | G     | 23 décembre 1980   | 1,77 m | Osmaniye Genclik     |
| 6      | Milica Jovanovic   | C     | 14 août 1989       | 1,89 m | Adana ASKI           |
| 7      | Natasa Popovic     | C     | 14 avril 1982      | 1,90 m | Celik Zenica         |
| 8      | Jelena Vucetic     | G     | 14 septembre 1993  | 1,82 m | Vojvodina Novi Sad   |
| 9      | Snezana Aleksic    | G     | 14 janvier 1989    | 1,73 m | Orduspor             |
| 10     | Jelena Dubljević   | F     | 17 mai 1987        | 1,88 m | Galatasaray odeabank |
| 11     | Milka Bjelica      | C     | 22 juin 1981       | 1,92 m | Hatay BSB            |
| 12     | Iva Perovanović    | C     | 1er septembre 1983 | 1,88 m | Orduspor             |
| 13     | Jovana Pasic       | G     | 12 mai 1992        | 1,89 m | Vojvodina Novi Sad   |
| 14     | Aleksandra Vujovic | G     | 16 juillet 1980    | 1,84 m | Rivas Ecopolis       |
| 15     | Angelica Robinson  | C     | 20 avril 1987      | 1,98 m | Salamanque           |

Sélectionneur : Momir Milatovic
Assisté de : Igor Daletic

### Roumanie
La sélection 2015 est composée de:
| Numéro | Joueuse            | Poste | Naissance          | Taille | Club 2014-2015                    |
| ------ | ------------------ | ----- | ------------------ | ------ | --------------------------------- |
| 4      | Claudia Pop        | F     | 5 août 1989        | 1,82 m | Gernika Bizkaia                   |
| 5      | Andrea Rodca Olah  | G     | 19 février 1986    | 1,83 m | Club Sportiv Municipal Târgovişte |
| 6      | Sonia Ursu         | G     | 24 juillet 1993    | 1,77 m | BC Olimpia Brasov                 |
| 7      | Annemarie Parau    | G     | 8 mars 1984        | 1,70 m | ACS Sepsi Sic                     |
| 8      | Gabriela Cursaru   | PG    | 13 février 1992    | 1,61 m | CS Phoenix Galati                 |
| 9      | Elisabeth Pavel    | C     | 1er septembre 1990 | 1,91 m | CSU Alba Iulia                    |
| 11     | Gabriela Irimia    | F     | 27 janvier 1990    | 1,76 m | BC Olimpia Brasov                 |
| 13     | Florina Pascalau   | C     | 19 janvier 1982    | 1,96 m | Cluj Napoco                       |
| 14     | Alina Craciun      | C     | 23 septembre 1993  | 1,92 m | Basket Club Icim Arad             |
| 21     | Adina Stoiedin     | PF    | 21 novembre 1991   | 1,87 m | BCM Danzio Timisoara              |
| 24     | Ancuta Stoenescu   | G     | 1er janvier 1980   | 1,74 m | Club Sportiv Municipal Târgovişte |
| 44     | Gabriela Marginean | F     | 12 février 1987    | 1,82 m | Agu Spor Kulubu                   |

Sélectionneur : Florin Nini
Assisté de : Alexandru Radu

### Ukraine
La sélection 2015 est composée de:
| Numéro | Joueuse                | Poste | Naissance        | Taille | Club 2014-2015  |
| ------ | ---------------------- | ----- | ---------------- | ------ | --------------- |
| 4      | Olga Dubrovina         | PG    | 2 mai 1987       | 1,73 m | Haskovo 2012    |
| 5      | Ievgeniia Spitkovska   | G     | 10 mai 1988      | 1,72 m | Okzhetpes       |
| 6      | Viktoria Shmatova      | G     | 15 février 1982  | 1,70 m | Okzhetpes       |
| 7      | Tetiana Antoniuk       | PF    | 17 janvier 1995  | 1,84 m | Horizont Minsk  |
| 8      | Oleksandra Chek        | C     | 17 novembre 1990 | 1,90 m | LTB 29          |
| 9      | Olena Samburska        | G     | 31 janvier 1989  | 1,74 m | WBC Montana     |
| 10     | Kateryna Rymarenko     | F     | 3 avril 1990     | 1,84 m | Utex Row Rybnik |
| 11     | Aleksandra Khomenchuk  | C     | 4 février 1989   | 2,02 m | Horizont Minsk  |
| 12     | Kateryna Dorohobouzova | SF    | 28 juin 1990     | 1,85 m | Basket Gdynia   |
| 13     | Arina Bilotserkivska   | G     | 3 décembre 1989  | 1,70 m | Widzew          |
| 14     | Alina Iahoupova        | GF    | 9 février 1992   | 1,83 m | Astana Tigers   |
| 15     | Viktoriya Mirtcheva    | PF    | 17 janvier 1987  | 1,90 m | COB Calais      |

Sélectionneur : Vadim Czeczuro
Assisté de : Sergii Vozniuk et Volodymyr Kholopov

## Groupe B

### Biélorussie
La sélection 2015 est composée de:
| Numéro | Joueuse                | Poste | Naissance        | Taille | Club 2014-2015              |
| ------ | ---------------------- | ----- | ---------------- | ------ | --------------------------- |
| 4      | Maryia Papova          | PF    | 13 juillet 1994  | 1,89 m | BC Tsmoki-Minsk             |
| 5      | Sviatlana Kudrashova   | PG    | 12 juillet 1989  | 1,71 m | Horizont Minsk              |
| 6      | Katsiaryna Snytsina    | SF    | 2 septembre 1985 | 1,88 m | Canik Belediye              |
| 7      | Yuliya Rytsikava       | G     | 8 septembre 1986 | 1,79 m | Horizont Minsk              |
| 8      | Tat'yana Likhtarovitch | SG    | 29 mars 1988     | 1,80 m | Horizont Minsk              |
| 9      | Volha Ziuzkova         | PG    | 14 juin 1983     | 1,72 m | BC Tsmoki-Minsk             |
| 10     | Anastasiya Verameyenka | C     | 10 juillet 1987  | 1,95 m | Horizont Minsk              |
| 11     | Alena Lewtchanka       | C     | 30 avril 1983    | 1,95 m | Université du Proche-Orient |
| 12     | Lindsey Harding        | PG    | 12 juin 1984     | 1,73 m | Gelistirenler               |
| 13     | Tatyana Troïna         | PF    | 30 juin 1981     | 1,87 m | Horizont Minsk              |
| 14     | Nataliya Trafimava     | SF    | 16 juin 1979     | 1,88 m | Horizont Minsk              |
| 15     | Maryna Ivashchanka     | C     | 8 novembre 1993  | 1,90 m | Liepaja                     |

Sélectionneur : Anatoli Buyalski
Assisté de : Mikalai Buzliakou

### Grèce
La sélection 2015 est composée de.
| Numéro | Joueuse               | Poste | Naissance        | Taille | Club(s) 2014-2015     |
| ------ | --------------------- | ----- | ---------------- | ------ | --------------------- |
| 4      | Anastassia Gkotzi     | PG    | 4 avril 1987     | 1,70 m | Ellinikou             |
| 5      | Angeliki Nikolopoulou | G     | 2 mai 1991       | 1,78 m | Proteas Voulas        |
| 6      | Zoí Dimitrákou        | SF    | 25 mai 1987      | 1,88 m | Nadejda Orenbourg     |
| 7      | Olga Chatzinikolaou   | SG    | 4 juillet 1981   | 1,82 m | Proteas Voulas        |
| 8      | Eleanna Christinaki   | F     | 16 décembre 1996 | 1,84 m | Athinaikos            |
| 9      | Stylianí Kaltsídou    | SF    | 12 janvier 1983  | 1,88 m | Tarbes Gespe Bigorre  |
| 10     | Pelagía Papamichaíl   | C     | 29 avril 1986    | 1,89 m | Ellinikou             |
| 11     | Lolíta Lýmoura        | PG    | 10 mars 1985     | 1,78 m | Proteas Voulas        |
| 12     | Katerina Sotirirou    | SF    | 3 janvier 1984   | 1,85 m | Proteas Voulas        |
| 13     | Afroditi Kosma        | F     | 6 juin 1983      | 1,87 m | Ellinikou             |
| 14     | Mariélla Fasoúla      | C     | 2 septembre 1997 | 1,94 m | Proteas Voulas        |
| 15     | Ártemis Spanoú        | C     | 1er janvier 1993 | 1,90 m | Istanbul Universitesi |

Sélectionneur : Yórgos Dikeoulákos
Assisté de : Theodosios Paralikas, Andreas Mavros

### Italie
La sélection 2015 est composée de:
| Numéro | Joueuse             | Poste | Naissance         | Taille | Club 2014-2015       |
| ------ | ------------------- | ----- | ----------------- | ------ | -------------------- |
| 4      | Chiara Consolini    | G     | 20 mai 1988       | 1,85 m | Umbertide            |
| 5      | Martina Fassina     | SG    | 19 mars 1988      | 1,82 m | Saces Mapei Napoli   |
| 6      | Francesca Dotto     | PG    | 17 mars 1993      | 1,68 m | Reyer Venezia        |
| 7      | Giorgia Sottana     | PG    | 15 décembre 1988  | 1,77 m | Famila Schio         |
| 8      | Giulia Gatti        | PG    | 16 mars 1989      | 1,70 m | Famila Schio         |
| 9      | Ilaria Zanoni       | PF    | 25 janvier 1986   | 1,88 m | Udominate            |
| 10     | Gaia Gorini         | SG    | 8 janvier 1992    | 1,80 m | Virtus Eirene Raguse |
| 11     | Raffaella Masciadri | PF    | 30 septembre 1990 | 1,85 m | Famila Schio         |
| 12     | Maria Laterza       | C     | 9 septembre 1989  | 1,91 m | San Giovanni         |
| 13     | Martina Crippa      | PG    | 31 mars 1989      | 1,78 m | Lucca                |
| 14     | Kathrin Ress        | C     | 26 juin 1985      | 1,96 m | Famila Schio         |
| 15     | Alessandra Formica  | C     | 13 mars 1993      | 1,89 m | Reyer Venezia        |

Sélectionneur : Roberto Ricchini
Assisté de : Giovanni Lucchesi et Gianluca Abignente

### Pologne
La sélection 2015 est composée de:
| Numéro | Joueuse                    | Poste | Naissance         | Taille | Club 2014-2015               |
| ------ | -------------------------- | ----- | ----------------- | ------ | ---------------------------- |
| 4      | Julie McBride              | PG    | 24 septembre 1982 | 1,63 m | Artego Bydgoszcz             |
| 5      | Dominika Owczarzak         | PG    | 23 mars 1994      | 1,68 m | CCC Polkowice                |
| 6      | Paulina Pawlak             | PG    | 1er juillet 1984  | 1,70 m | Sleza Wroclaw                |
| 8      | Justyna Zurowska-Cegielska | PF    | 8 mars 1985       | 1,88 m | Wisła Cracovie               |
| 10     | Katarzyna Krezel           | SF    | 4 février 1985    | 1,84 m | Artego Bydgoszcz             |
| 11     | Elzbieta Miedzik           | PF    | 5 juin 1983       | 1,90 m | Artego Bydgoszcz             |
| 12     | Malgorzata Misiuk          | PF    | 23 mars 1991      | 1,84 m | MMKS Energa Katarzynki Toruń |
| 13     | Ewelina Kobryn             | C     | 7 mai 1982        | 1,93 m | UMMC Iekaterinbourg          |
| 14     | Marta Jujka                | C     | 12 décembre 1988  | 1,93 m | MKK Siedlce                  |
| 15     | Magdalena Leciejewska      | FC    | 29 juin 1986      | 1,90 m | Sleza Wroclaw                |
| 21     | Agnieszka Skobel           | SG    | 16 janvier 1989   | 1,80 m | Wisła Cracovie               |
| 22     | Martyna Koc                | PF    | 10 juillet 1983   | 1,86 m | Artego Bydgoszcz             |

Sélectionneur : Jacek Winnicki
Assisté de : Dariusz Raczynski et Krzysztof Szewczyk

### Turquie
La sélection 2015 est composée de:
| Numéro | Joueuse         | Poste | Naissance         | Taille | Club 2014-2015        |
| ------ | --------------- | ----- | ----------------- | ------ | --------------------- |
| 4      | Pinar Demirok   | G     | 6 août 1991       | 1,82 m | Agü Spor              |
| 5      | Tuğçe Canıtez   | PF    | 6 août 1987       | 1,90 m | Fenerbahçe SK         |
| 6      | Cansu Köksal    | F     | 8 avril 1994      | 1,87 m | Fenerbahçe SK         |
| 7      | Birsel Vardarlı | PG    | 12 juillet 1984   | 1,75 m | Fenerbahçe SK         |
| 8      | Olcay Cakir     | SF    | 13 juillet 1993   | 1,82 m | Fenerbahçe SK         |
| 9      | Bahar Çağlar    | PF    | 28 septembre 1988 | 1,90 m | Galatasaray SK        |
| 10     | Işıl Alben      | G     | 22 février 1986   | 1,72 m | Dynamo Koursk         |
| 11     | Nevriye Yılmaz  | C     | 16 juin 1980      | 1,94 m | Galatasaray SK        |
| 12     | Lara Sanders    | C     | 11 septembre 1986 | 1,91 m | Agü Spor              |
| 13     | Ayse Cora       | G     | 3 mars 1993       | 1,75 m | Edirnespor            |
| 14     | Şaziye İvegin   | F     | 8 février 1982    | 1,82 m | Istanbul Universitesi |
| 15     | Tilbe Senyürek  | PF    | 26 avril 1995     | 1,92 m | Adana Botas           |

Sélectionneur : Ekrem Memnun
Assisté de : Aziz Akkaya, Mehmet Kabaran, Ozlem Sencan et Selen Tatlidede

## Groupe C

### Croatie
La sélection 2015 est composée de:
| Numéro | Joueuse          | Poste | Naissance         | Taille | Club 2014-2015       |
| ------ | ---------------- | ----- | ----------------- | ------ | -------------------- |
| 4      | Jelena Ivezić    | SG    | 17 mars 1984      | 1,82 m | Virtus Eirene Raguse |
| 5      | Iva Borovic      | PG    | 5 octobre 1988    | 1,65 m | ŽKK Medvescak        |
| 6      | Carmen Miloglav  | G     | 25 février 1991   | 1,72 m | Ragusa Dubrovnik     |
| 10     | Iva Ciglar       | PG    | 12 décembre 1985  | 1,71 m | UE Sopron            |
| 11     | Ana-Marija Begic | C     | 17 janvier 1994   | 1,91 m | ŽKK Medvescak        |
| 12     | Iva Slišković    | C     | 4 septembre 1984  | 1,90 m | Famila Schio         |
| 13     | Mirna Mazić      | PF    | 24 décembre 1985  | 1,88 m | Agu Spor Kulubu      |
| 14     | Luca Ivanković   | C     | 26 septembre 1987 | 2,00 m | Edirnespor           |
| 15     | Ivana Tikvic     | C     | 23 mars 1994      | 1,89 m | ŽKK Medvescak        |
| 21     | Ruzica Dzankic   | F     | 7 juillet 1994    | 1,81 m | ŽKK Medvescak        |
| 22     | Iva Todoric      | F     | 24 mars 1993      | 1,74 m | ŽKK Medvescak        |

Sélectionneur : Braslav Turic
Assisté de : Vladimir Englman

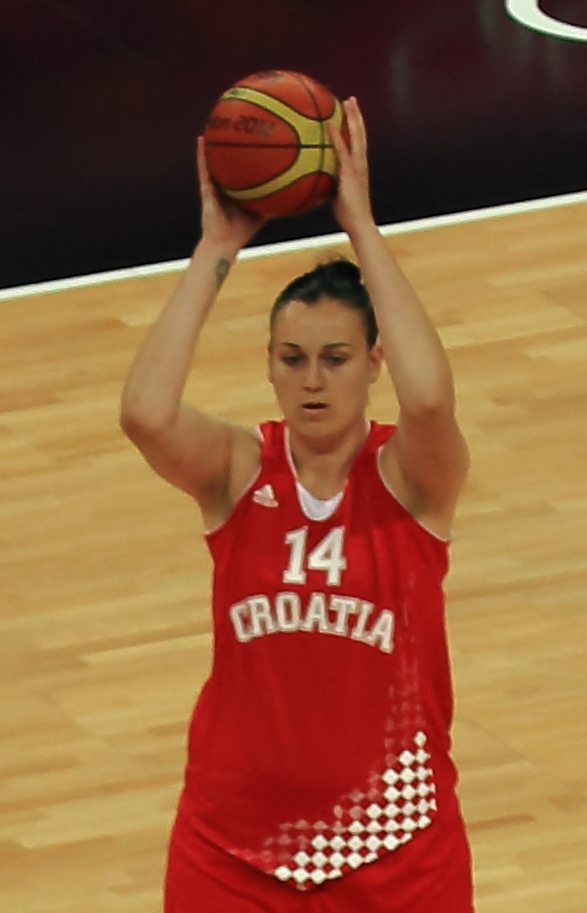
Luca Ivanković

Les démarches administratives pour obtenir la naturalisation croate de l'américaine Shavonte Zellous ayant avorté tardivement, l'équipe ne compte que onze joueuses.

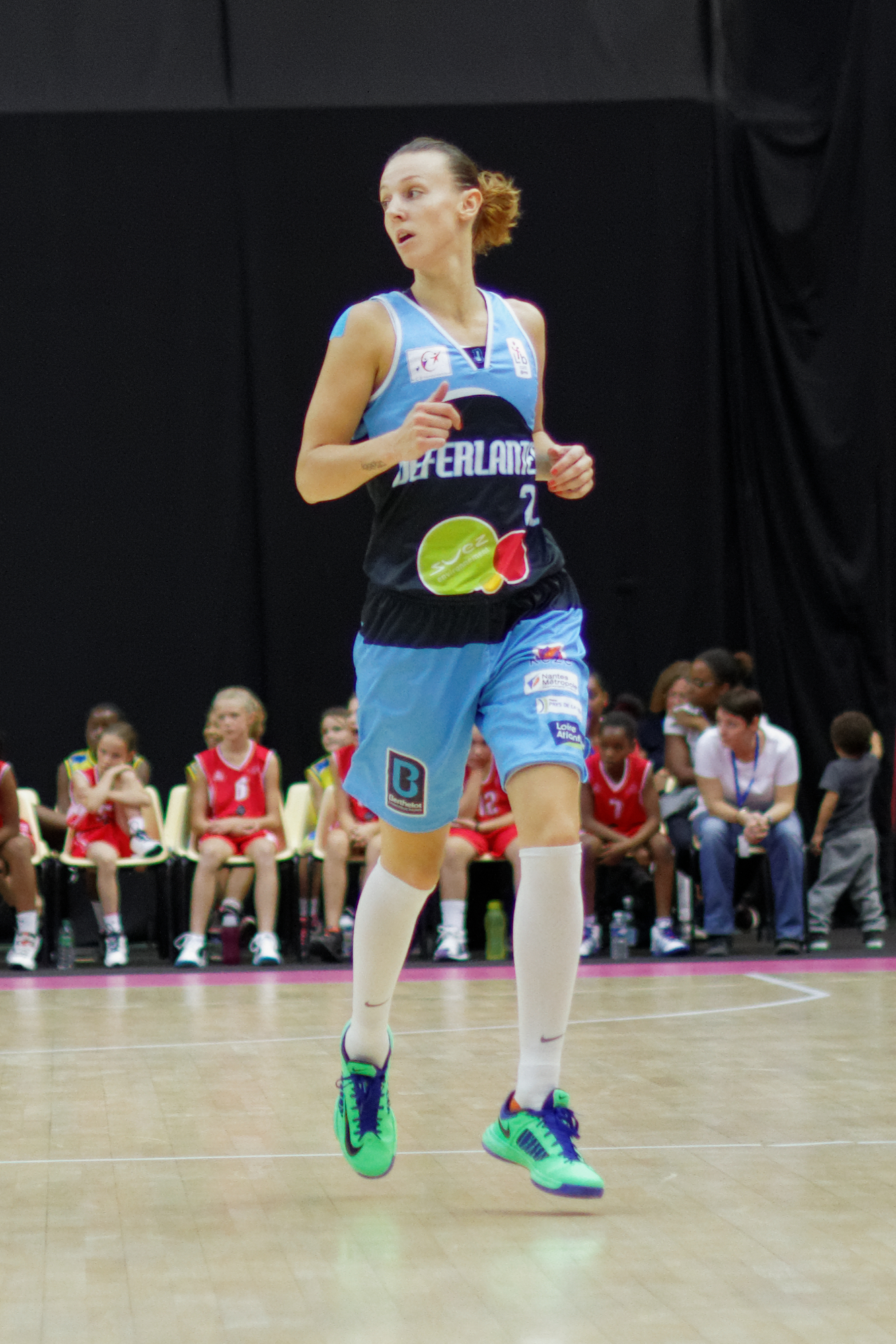
Chantelle Handy sous le maillot de Nantes.

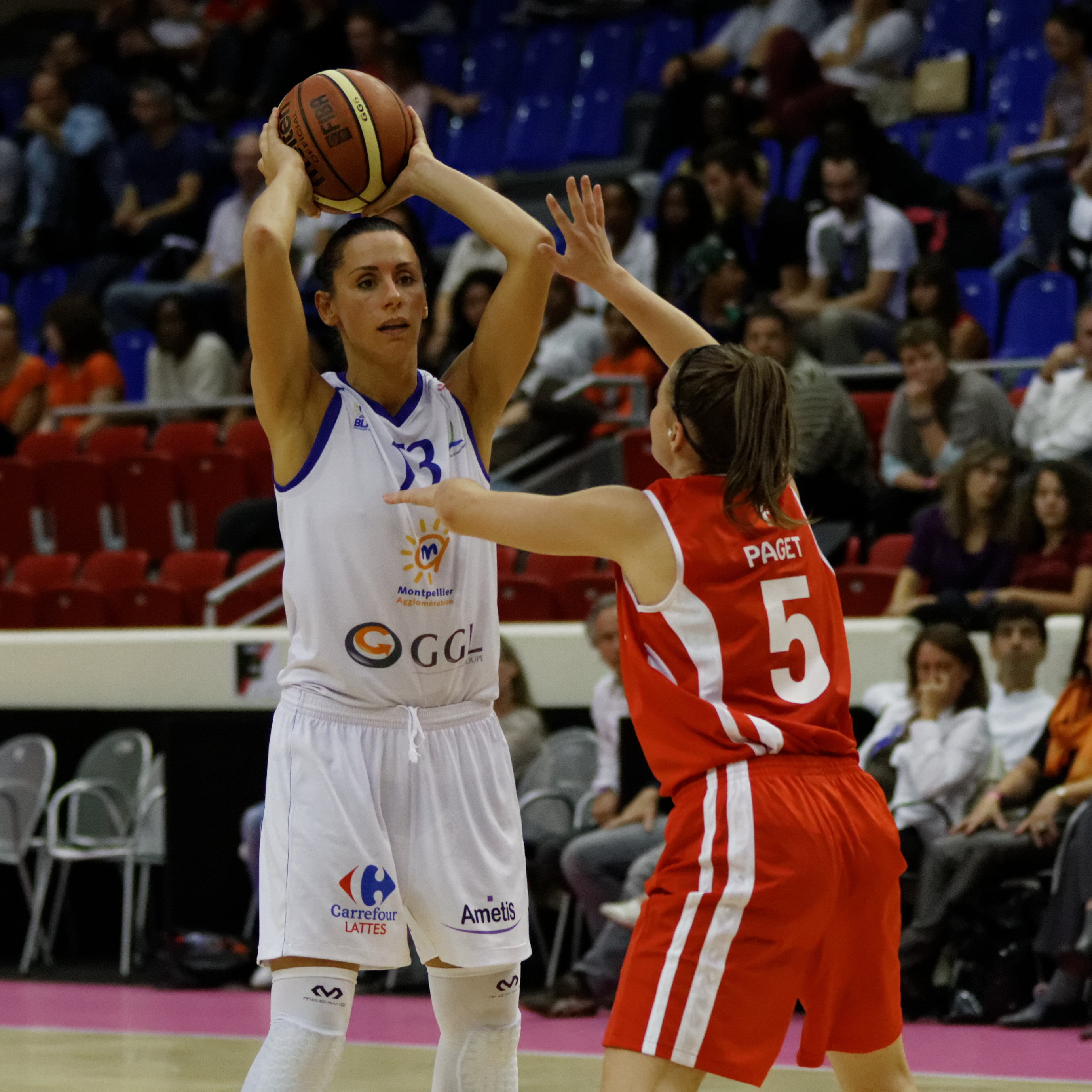
Gunta Baško-Melnbarde en octobre 2013.

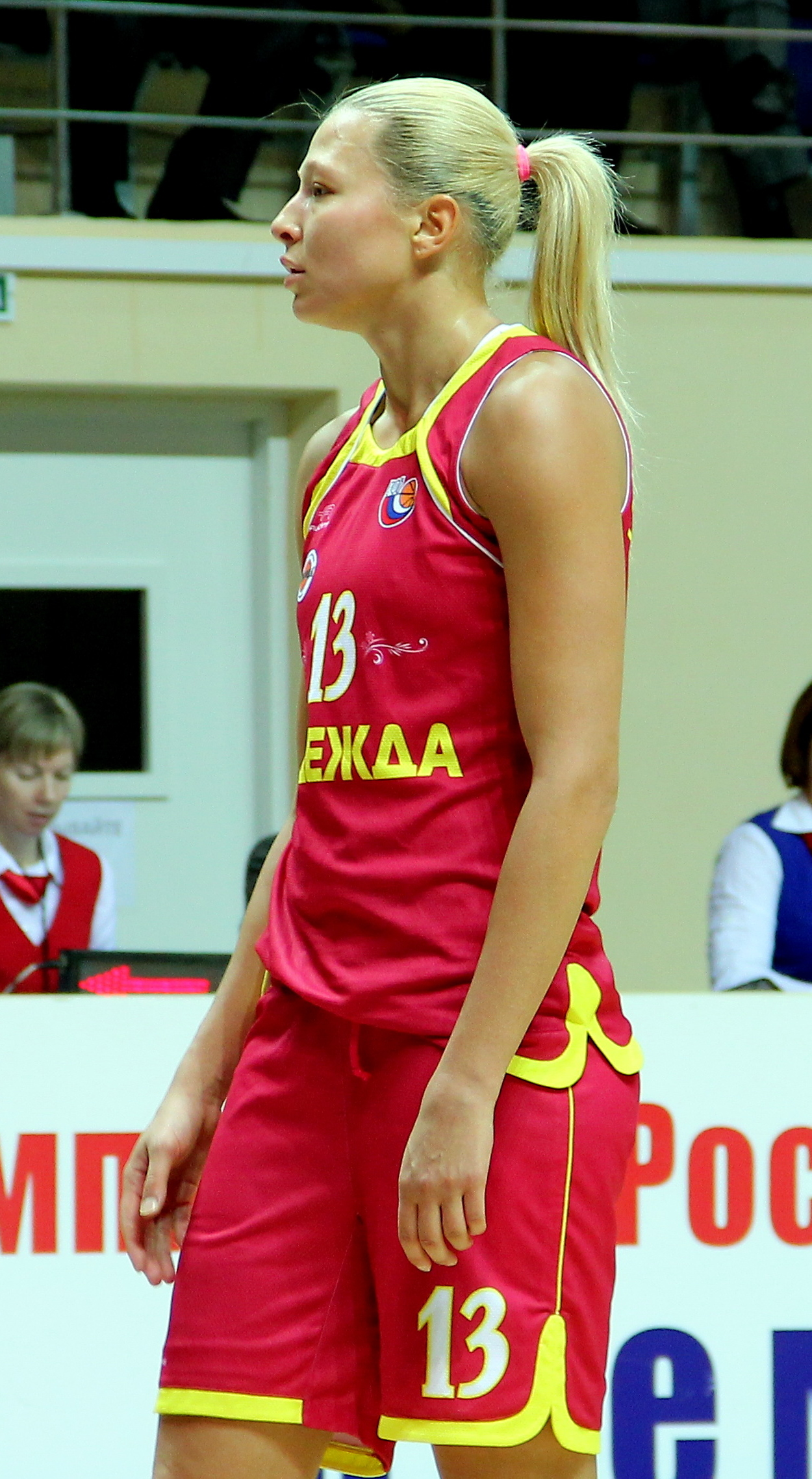
Liudmila Sapova.

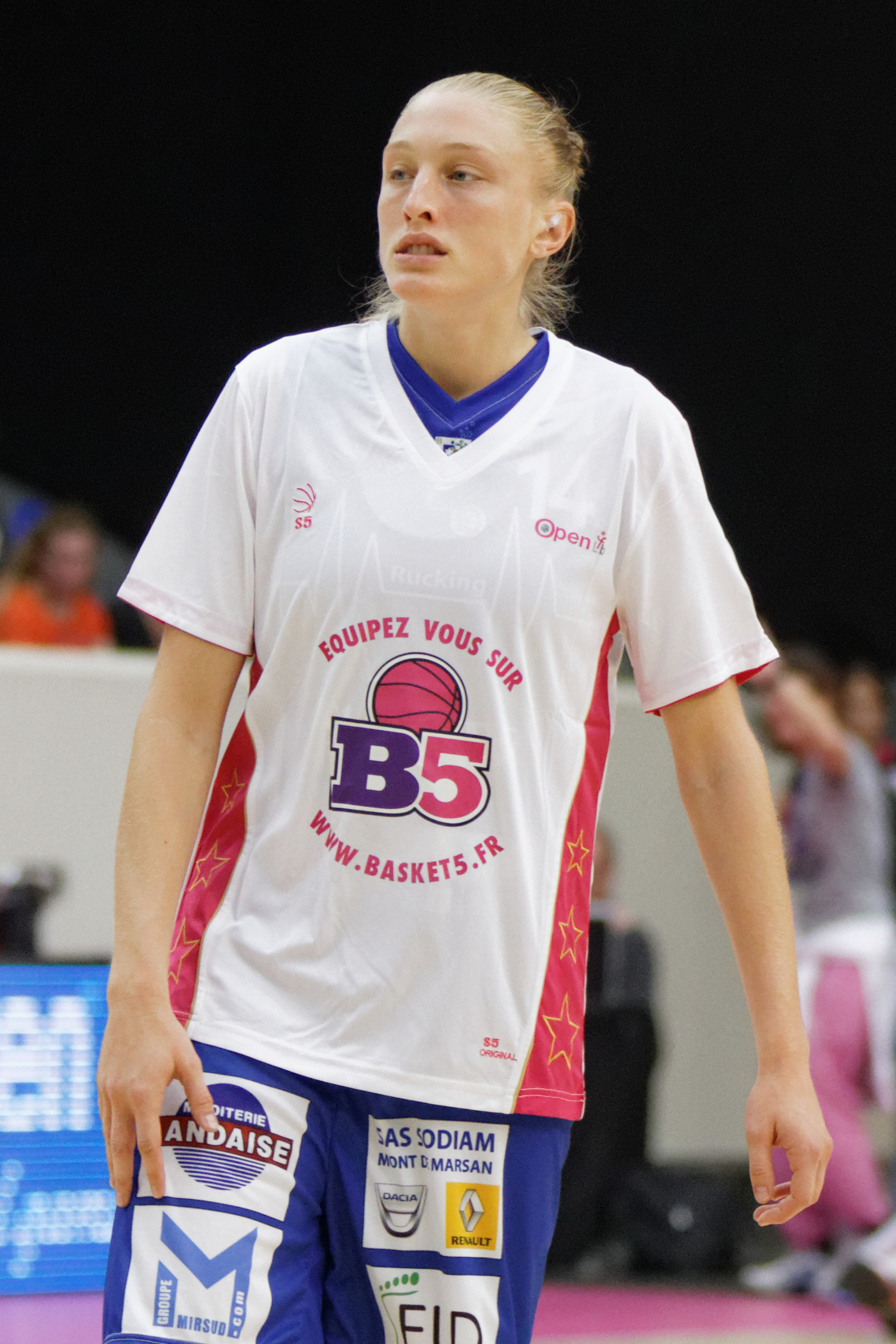
La naturalisée Danielle Page en 2013 sous le maillot de Basket Landes.

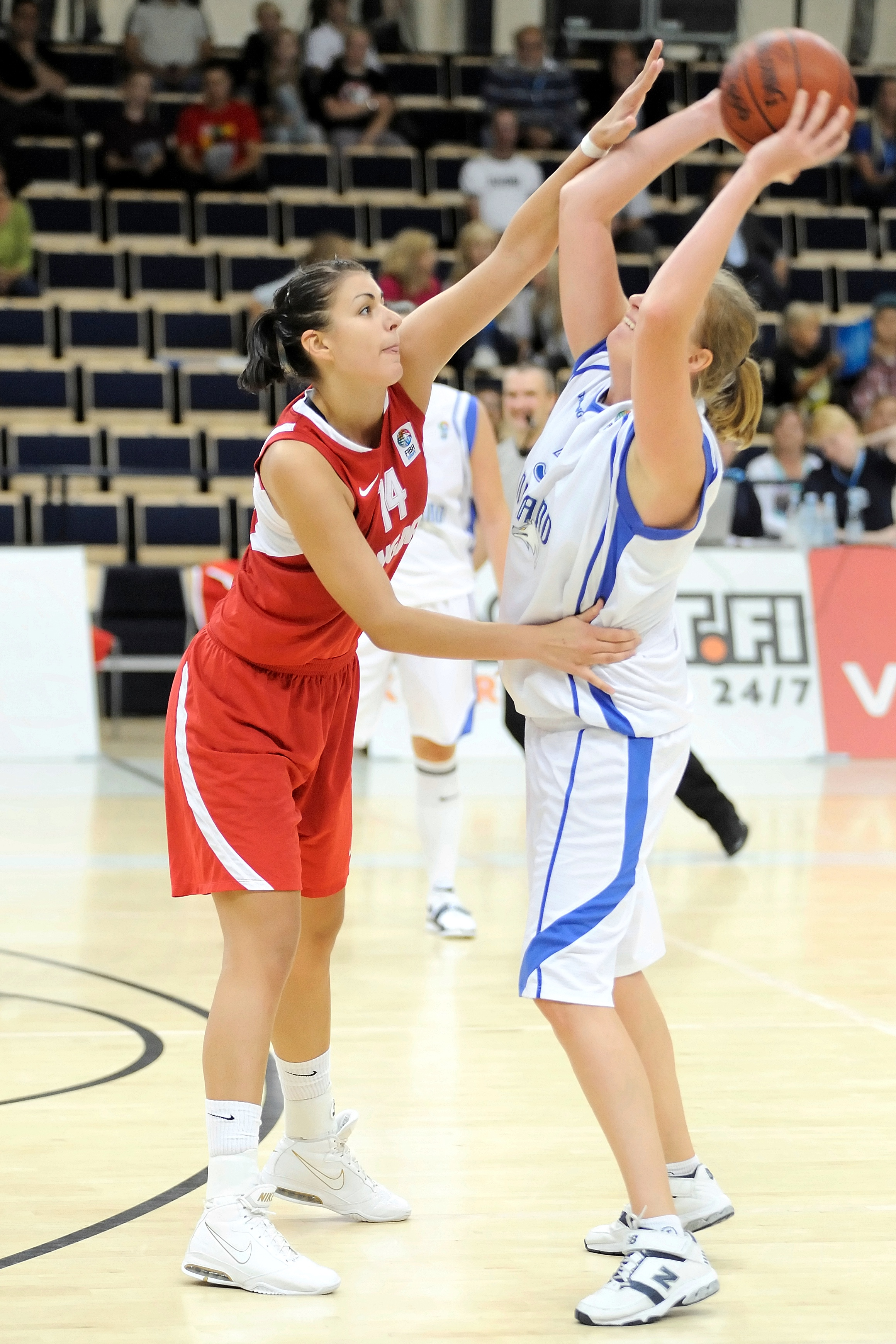
Tijana Krivačević en 2010.

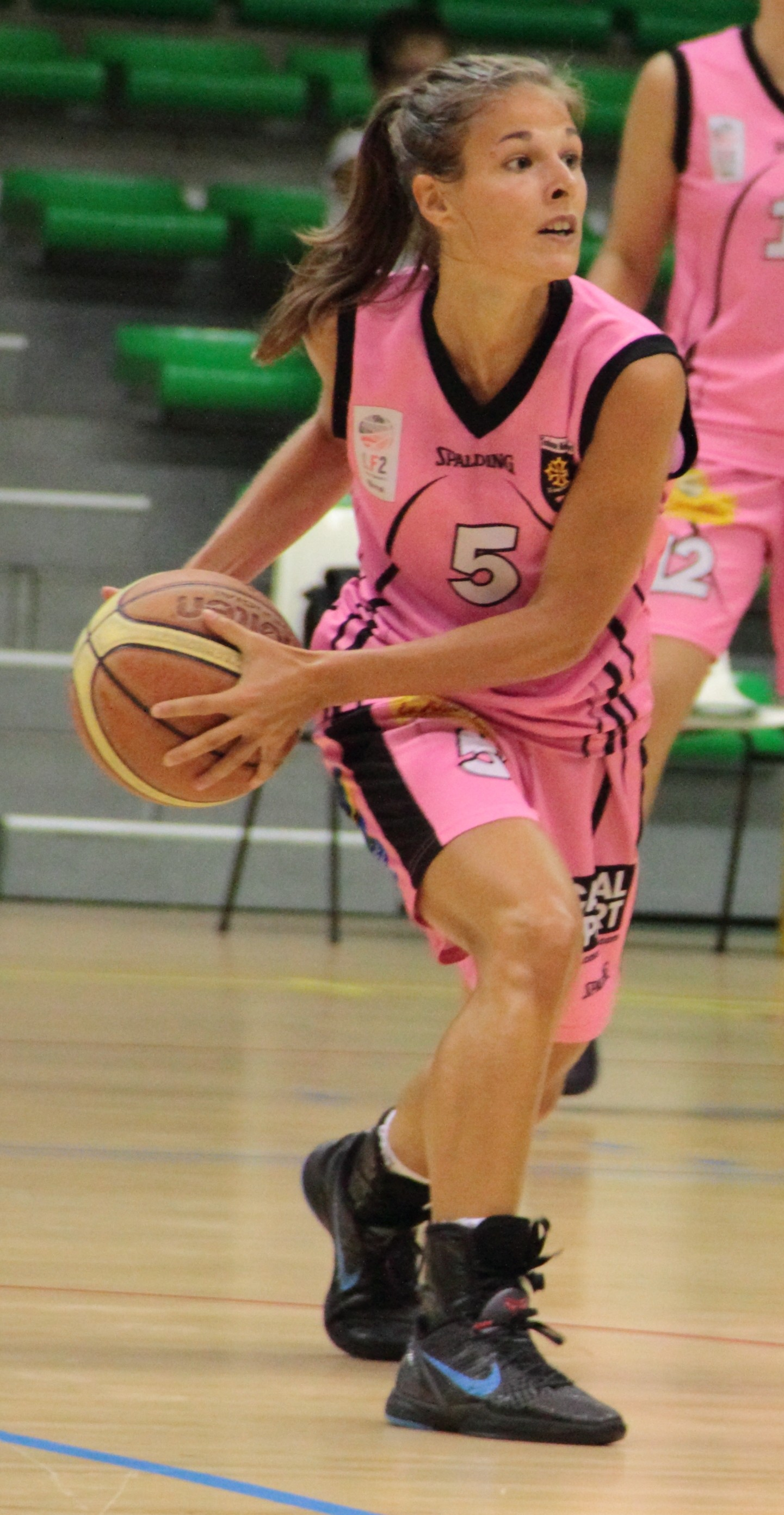
Inesa Visgaudaitė.

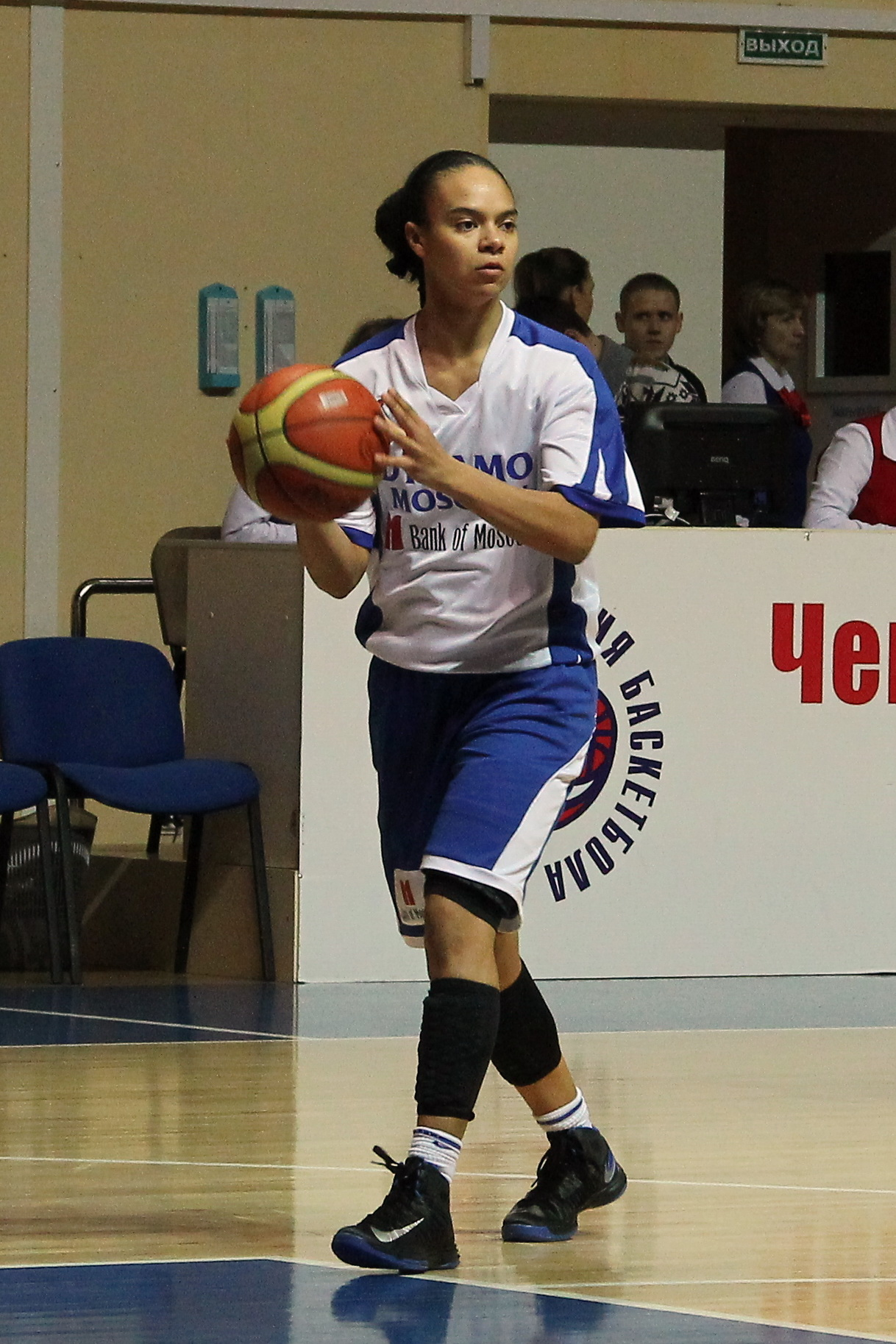
La naturalisée Kristi Toliver alors sous le maillot du Dynamo Moscou.

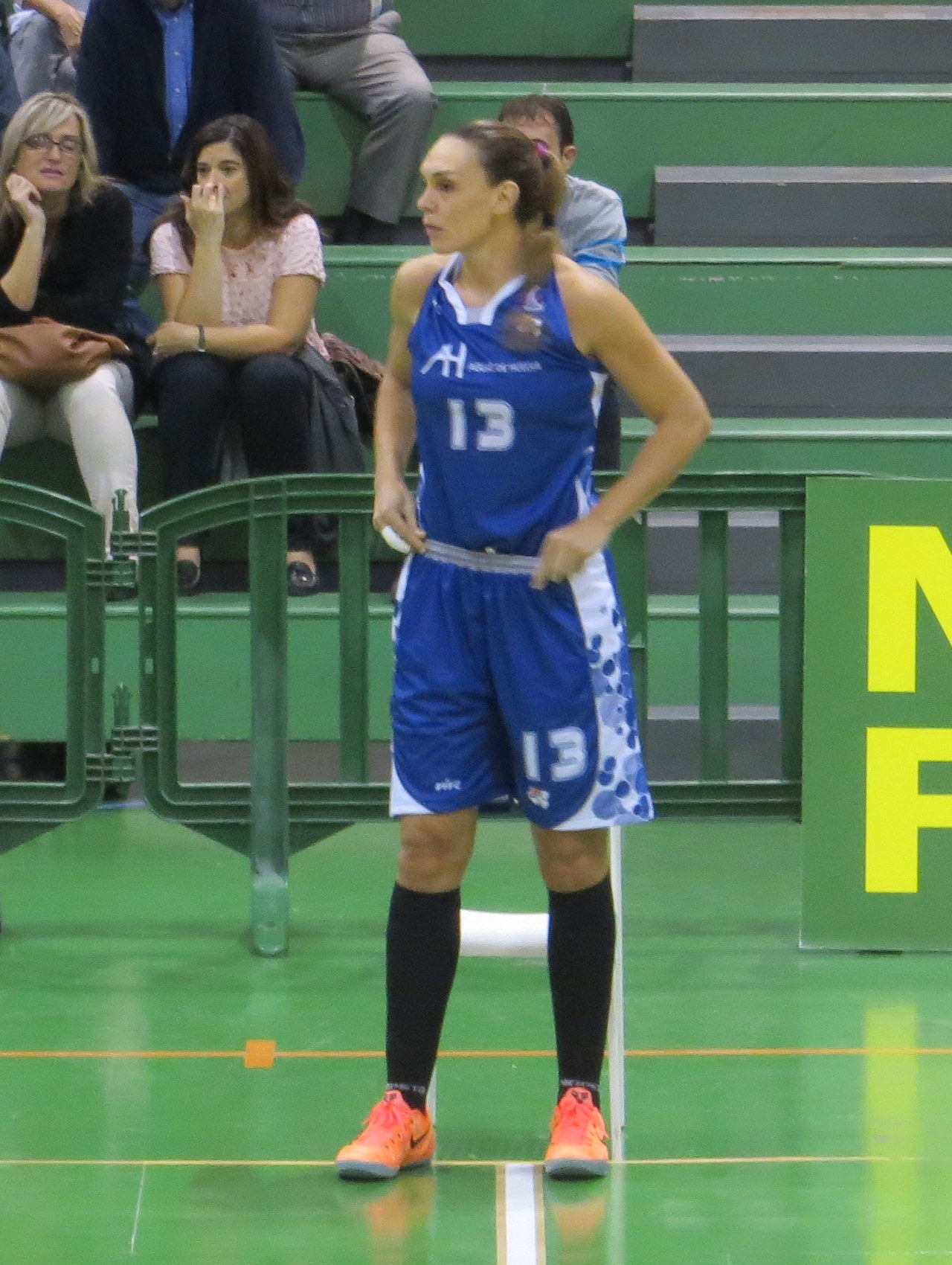
Lucila Pascua en 2014

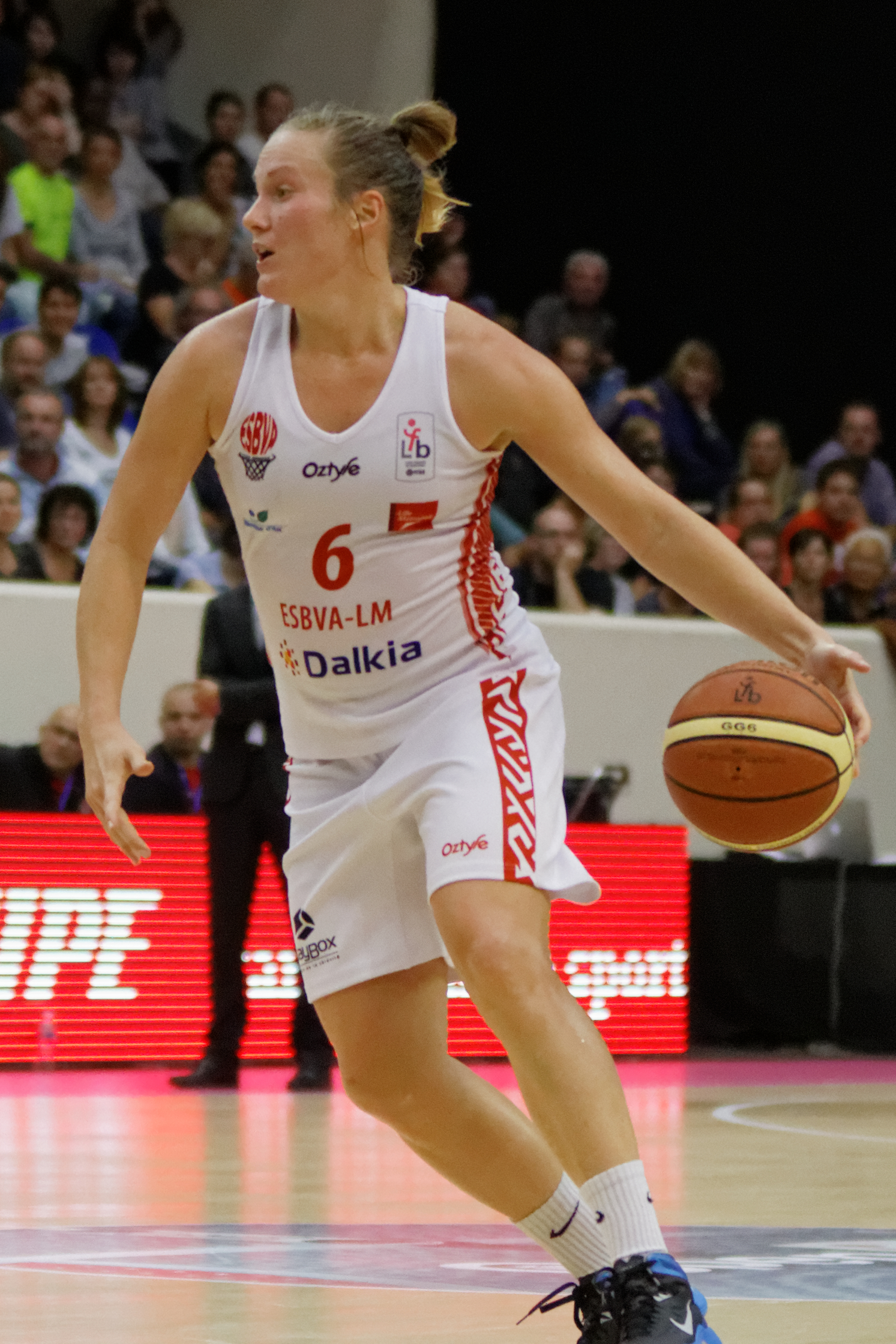
Elin Eldebrink avec Villeneuve-d'Ascq lors de l'Open LFB 2013

### Grande-Bretagne
La sélection 2015 est composée de:
| Numéro | Joueuse                  | Poste | Naissance         | Taille | Club 2014-2015       |
| ------ | ------------------------ | ----- | ----------------- | ------ | -------------------- |
| 4      | Temitope Fagbenle        | PF    | 8 septembre 1992  | 1,93 m | Harvard              |
| 5      | Jay-Ann Bravo-Harriott   | PG    | 7 septembre 1995  | 1,80 m | University of Toledo |
| 6      | Stefanie Collins         | SG    | 30 décembre 1982  | 1,68 m | Cardiff Met Archers  |
| 7      | Rachael Vanderwal        | G     | 27 juin 1983      | 1,76 m | Gernika Bizkaia      |
| 8      | Chantelle Handy          | F     | 16 juin 1987      | 1,91 m | Ormanspor            |
| 9      | Eilidh Simpson           | PG    | 11 septembre 1992 | 1,71 m | St Francis Brooklyn  |
| 10     | Ella Clark               | F     | 8 février 1992    | 1,90 m | CB Zamarat           |
| 11     | Erin Mc Garrachan        | F     | 27 avril 1992     | 1,78 m | Houston Baptist      |
| 12     | Dominique Allen          | C     | 10 septembre 1989 | 1,92 m | SBS Ostrava          |
| 13     | Harriet Ottewill-Soulsby | C     | 14 août 1995      | 1,92 m | Loughborough Riders  |
| 14     | Azania Stewart           | C     | 13 mars 1989      | 1,95 m | PINKK-Pecsi 424      |
| 15     | Stephanie Gandy          | F     | 10 mai 1982       | 1,78 m | Sheffield Hatters    |

Sélectionneur : Peter Matthew Buckle
Assisté de : Vanessa Ellis et Damian Jennings

### Lettonie
La sélection 2015 est composée de:
| Numéro | Joueuse               | Poste | Naissance        | Taille | Club 2014-2015              |
| ------ | --------------------- | ----- | ---------------- | ------ | --------------------------- |
| 4      | Dita Rozenberga       | SF    | 22 décembre 1992 | 1,80 m | San Salvatore Selargius     |
| 6      | Zane Eglite           | PG    | 10 décembre 1986 | 1,68 m | RSU-Merks                   |
| 7      | Ieva Kulite           | PF    | 2 juillet 1988   | 1,88 m | TTT Riga                    |
| 8      | Gunta Baško-Melnbārde | SF    | 27 avril 1980    | 1,81 m | Basket Landes               |
| 10     | Anete Jēkabsone       | SG    | 12 août 1988     | 1,77 m | Dynamo Koursk               |
| 11     | Aija Putniņa          | C     | 15 janvier 1988  | 1,91 m | Fila San Martino San Lupari |
| 12     | Anete Steinberga      | F     | 29 janvier 1988  | 1,90 m | Castors Braine              |
| 13     | Dita Liepkalne        | F     | 30 avril 1987    | 1,82 m | Bembibre                    |
| 14     | Kristine Vitola       | C     | 2 juin 1991      | 1,96 m | Mann-Filter                 |
| 20     | Kate Aizsila          | F     | 3 mai 1994       | 1,77 m | RSU Merks                   |
| 22     | Zenta Melnika         | C     | 6 septembre 1991 | 1,97 m | TTT Riga                    |
| 32     | Kitija Laksa          | SF    | 21 mai 1996      | 1,84 m | TTT Riga                    |

Sélectionneur : Ainars Zvirgzdins
Assisté de : Aivars Vinbergs et Martins Zibarts

### Russie
La sélection 2015 est composée de:
| Numéro | Joueuse             | Poste | Naissance          | Taille | Club 2014-2015        |
| ------ | ------------------- | ----- | ------------------ | ------ | --------------------- |
| 4      | Daria Namok         | G     | 14 février 1993    | 1,79 m | Sparta&K M.R. Vidnoje |
| 5      | Evgeniya Belyakova  | SG    | 27 juin 1986       | 1,84 m | Dynamo Koursk         |
| 6      | Anastasia Logounova | PF    | 20 juillet 1990    | 1,92 m | Tchevakata Vologda    |
| 7      | Marina Kuzina       | PF    | 19 juillet 1985    | 1,94 m | Nadejda Orenbourg     |
| 8      | Ielena Kirillova    | G     | 27 janvier 1986    | 1,86 m | Nadejda Orenbourg     |
| 9      | Elena Beglova       | PG    | 1er septembre 1987 | 1,76 m | Nadejda Orenbourg     |
| 10     | Epiphanny Prince    | G     | 11 janvier 1988    | 1,75 m | Dynamo Koursk         |
| 11     | Natalia Vieru       | C     | 25 juillet 1989    | 2,00 m | Nadejda Orenbourg     |
| 12     | Irina Osipova       | C     | 25 juin 1981       | 1,96 m | Dynamo Koursk         |
| 13     | Liudmila Sapova     | F     | 3 mai 1984         | 1,88 m | Dynamo Koursk         |
| 14     | Ksenia Tikhonenko   | PF    | 11 janvier 1993    | 1,93 m | Sparta&K M.R. Vidnoje |
| 15     | Maria Vadeïeva      | C     | 16 juillet 1998    | 1,90 m | Sparta&K M.R. Vidnoje |

Sélectionneur : Anatoli Mychkine
Assisté de : Elen Shakirova, Georgy Artemyev

### Serbie
La sélection 2015 est composée de:
| Numéro | Joueuse            | Poste | Naissance        | Taille | Club 2014-2015         |
| ------ | ------------------ | ----- | ---------------- | ------ | ---------------------- |
| 4      | Tamara Radocaj     | PG    | 23 décembre 1987 | 1,70 m | Uni Gyor               |
| 5      | Sonja Petrović     | F     | 18 février 1989  | 1,89 m | USK Prague             |
| 6      | Sasa Cado          | SG    | 13 juillet 1989  | 1,78 m | Canik Belediyesi       |
| 7      | Sara Krnjić        | C     | 15 juillet 1991  | 1,92 m | UE Supron              |
| 8      | Nevena Jovanovic   | SG    | 30 juin 1990     | 1,78 m | PEAC-Pecs              |
| 9      | Jelena Milovanović | PF    | 28 avril 1989    | 1,90 m | Dynamo Koursk          |
| 10     | Dajana Butulija    | SG    | 23 février 1986  | 1,75 m | Sallen                 |
| 11     | Tijana Ajdukovic   | C     | 3 juin 1991      | 1,96 m | Energa Torun           |
| 12     | Kristina Topuzovic | F     | 23 août 1994     | 1,83 m | Radivoj Korac Belgrade |
| 13     | Milica Dabović     | SG    | 16 février 1982  | 1,75 m | Lyon                   |
| 14     | Ana Dabović        | SG    | 18 août 1989     | 1,83 m | Orman Genclik          |
| 15     | Danielle Page      | PF    | 14 novembre 1986 | 1,88 m | Basket Landes          |

Sélectionneur : Marina Maljković
Assistée de : Dragan Ratkovic, Bojan Jankovic et Milos Paden

## Groupe D

### Hongrie
La sélection 2015 est composée de:
| Numéro | Joueuse            | Poste | Naissance         | Taille | Club 2014-2015        |
| ------ | ------------------ | ----- | ----------------- | ------ | --------------------- |
| 4      | Zsófia Fegyverneky | G     | 29 octobre 1984   | 1,78 m |                       |
| 5      | Krisztina Raksányi | SG    | 26 septembre 1991 | 1,83 m | PEAC Pecs             |
| 7      | Zsófia Simon       | SG    | 17 décembre 1989  | 1,81 m | UE Sopron             |
| 8      | Orsolya Zsovár     | SF    | 28 juin 1984      | 1,84 m | UE Sopron             |
| 9      | Dóra Horti         | C     | 25 avril 1987     | 1,93 m | Mersin Buyuksehir     |
| 11     | Katalin Honti      | PG    | 24 août 1987      | 1,78 m | Famila Schio          |
| 13     | Anna Vajda         | FC    | 3 septembre 1984  | 1,90 m | Seat-Szese Győr       |
| 14     | Tijana Krivačević  | PF    | 8 avril 1990      | 1,94 m | UE Sopron             |
| 21     | Timea Czank        | G     | 10 juin 1986      | 1,77 m | Aluinvent Miskolc     |
| 22     | Allie Quigley      | G     | 20 juin 1986      | 1,78 m | Wisła Cracovie        |
| 44     | Bernadett Határ    | C     | 24 août 1994      | 2,08 m | MKB Euroleasing Vasas |
| 51     | Dorina Zele        | SF    | 13 février 1992   | 1,83 m | ZTE NKK               |

Sélectionneur : Stefan Svitek
Assisté de : Tamas Gall et Ajtony Imreh

### Lituanie
La sélection 2015 est composée de:
| Numéro | Joueuse               | Poste | Naissance        | Taille | Club 2014-2015        |
| ------ | --------------------- | ----- | ---------------- | ------ | --------------------- |
| 4      | Gabrielė Gutkauskaitė | PG    | 26 octobre 1990  | 1,76 m | BC Utena              |
| 5      | Santa Okockytė        | G     | 3 février 1992   | 1,75 m | Suduva                |
| 6      | Kamilė Nacickaitė     | F     | 28 décembre 1989 | 1,81 m | Istanbul Universitesi |
| 7      | Marina Solopova       | F     | 13 février 1990  | 1,82 m | Fortuna Klaipeda      |
| 10     | Monika Grigalauskytė  | PF    | 17 février 1992  | 1,90 m | Fortuna Klaipeda      |
| 11     | Gintarė Petronytė     | C     | 19 mars 1989     | 1,95 m | Wisla Can-Pack        |
| 12     | Vita Kuktienė         | F     | 6 août 1980      | 1,86 m | Spar Citylift Girona  |
| 13     | Sandra Linkevičienė   | G     | 1er février 1982 | 1,76 m | BC Utena              |
| 14     | Eglė Šikšniūtė        | C     | 16 mai 1991      | 1,98 m | BC Utena              |
| 16     | Inesa Visgaudaitė     | PG    | 20 mai 1991      | 1,69 m | Basket Konin          |
| 22     | Kristina Alminaitė    | C     | 18 novembre 1990 | 2,05 m | BC Utena              |
| 92     | Neringa Skadaitė      | F     | 28 mai 1992      | 1,81 m | Suduva                |

Sélectionneur : Mantas Šernius (en)
Assisté de : Jurgita Štreimikytė-Virbickienė et Rimuydas Samulenas

### Slovaquie
La sélection 2015 est composée de:
| Numéro | Joueuse              | Poste | Naissance         | Taille | Club 2014-2015         |
| ------ | -------------------- | ----- | ----------------- | ------ | ---------------------- |
| 4      | Dominika Baburova    | SF    | 29 mai 1991       | 1,82 m | MBK Ružomberok         |
| 5      | Katarina Tetemondová | SF    | 24 septembre 1988 | 1,86 m | Basketbalový Klub Brno |
| 6      | Romana Vynuchalova   | C     | 3 septembre 1986  | 1,93 m | SBK Samorin            |
| 7      | Zuzana Žirková       | G     | 6 juin 1980       | 1,75 m | Good Angels Kosice     |
| 8      | Zofia Hruscáková     | PF    | 12 janvier 1995   | 1,90 m | Good Angels Kosice     |
| 9      | Marta Páleníková     | F     | 6 décembre 1992   | 1,82 m | Piestanske Cajky       |
| 11     | Barbora Bálintová    | PG    | 15 décembre 1994  | 1,75 m | Good Angels Kosice     |
| 12     | Martina Kissová      | F     | 26 mai 1993       | 1,86 m | Good Angels Kosice     |
| 13     | Anna Jurčenková      | C     | 26 juillet 1985   | 1,95 m | TSV 1880 Wasserburg    |
| 14     | Beáta Janoscíková    | C     | 14 octobre 1993   | 1,97 m | Good Angels Kosice     |
| 15     | Lucia Krc-Turbova    | C     | 1er juin 1989     | 1,86 m | Piešťany Cajky         |
| 18     | Kristi Toliver       | G     | 27 janvier 1987   | 1,70 m | Sparks de Los Angeles  |

Sélectionneur : Maros Kovacik
Assisté de : Peter Jankovic et Martin Pospisil

### Espagne
La sélection 2015 est composée de:
| Numéro | Joueuse          | Poste | Naissance         | Taille | Club 2014-2015      |
| ------ | ---------------- | ----- | ----------------- | ------ | ------------------- |
| 4      | Laura Nicholls   | FC    | 26 février 1989   | 1,89 m | Agu Spor Kulubu     |
| 5      | Leticia Romero   | PG    | 28 mai 1995       | 1,77 m | Florida State       |
| 6      | Silvia Domínguez | PG    | 31 janvier 1987   | 1,66 m | UMMC Iekaterinbourg |
| 7      | Alba Torrens     | F     | 30 août 1989      | 1,92 m | UMMC Iekaterinbourg |
| 8      | Astou Ndour      | C     | 22 août 1994      | 1,98 m | Fenerbahçe SK       |
| 9      | Laia Palau       | PG    | 10 septembre 1979 | 1,76 m | USK Prague          |
| 10     | Marta Xargay     | G     | 20 décembre 1990  | 1,81 m | Salamanque          |
| 11     | Núria Martínez   | PG    | 29 février 1984   | 1,78 m | Galatasaray         |
| 12     | Laura Gil        | C     | 24 avril 1992     | 1,92 m | Cadi Le Seu         |
| 13     | Lucila Pascua    | C     | 18 août 1976      | 1,96 m | CB Conquero         |
| 14     | Laura Herrera    | PF    | 20 septembre 1983 | 1,90 m | Mann Filter         |
| 15     | Anna Cruz        | PG    | 18 novembre 1992  | 1,76 m | Nadejda Orenbourg   |

Sélectionneur : Lucas Mondelo
Assisté de : Victor Lapena et Isabel Sanchez Fernandez et Cesar Ruperez Garcia

### Suède
La sélection 2015 est composée de:
| Numéro | Joueuse            | Poste | Naissance        | Taille | Club 2014-2015         |
| ------ | ------------------ | ----- | ---------------- | ------ | ---------------------- |
| 4      | Stefanie Yderström | G     | 28 avril 1990    | 1,70 m | Flammes Carolo basket  |
| 5      | Danielle Hamilton  | C     | 23 janvier 1990  | 1,92 m | Lyon                   |
| 6      | Frida Eldebrink    | SG    | 4 janvier 1988   | 1,74 m | Beşiktaş JK            |
| 7      | Ashley Key         | GF    | 1er juin 1985    | 1,83 m | Hatay BSB              |
| 8      | Kadidja Andersson  | PF    | 7 février 1980   | 1,83 m | Sallen                 |
| 9      | Elin Eldebrink     | PG    | 4 janvier 1988   | 1,74 m | Tchevakata Vologda     |
| 10     | Elisabeth Egnell   | SF    | 19 novembre 1987 | 1,86 m | PINKK Pecsi 424        |
| 11     | Martina Staalvant  | G     | 27 mai 1989      | 1,76 m | Northland Basket Lulea |
| 12     | Anna Barthold      | PF    | 31 mars 1980     | 1,85 m | Northland Basket Lulea |
| 13     | Binta Drammeh      | G     | 21 mai 1992      | 1,80 m | Hatay BSB              |
| 14     | Louice Halvarsson  | C     | 15 janvier 1989  | 1,91 m | PINKK Pecsi 424        |
| 15     | Josefin Vesterberg | PF    | 2 novembre 1993  | 1,91 m | Northland Basket Lulea |

Sélectionneur : Lars Johansson
Assisté de : David Leman et Jurgita Kausaite

## Données statistiques
Les plus jeunes joueuses de la compétition sont la Russe Maria Vadeïeva née le 16 juillet 1998 suivie des Grecques Mariélla Fasoúla, née le 2 septembre 1997 et Eleanna Christinaki, née le 16 décembre 1996. Les plus anciennes sont la Tchèque Veronika Bortelova née le 11 juin 1978, puis la Biélorusse Natalia Trafimava née le 16 juin 1979 et l'Espagnole Laia Palau née le 10 septembre 1979. Les plus petites sont la Roumaine Gabriela Cursaru avec 1,61 m, la Polonaise Julie McBride 1,63 m et la Française Olivia Époupa avec 1,64 m. les plus grandes sont la Hongroise Bernadett Határ 2,08 m, la Lituanienne Kristina Alminaitė 2,05 m et l'Ukrainienne Aleksandra Khomenchuk avec 2,02 m.
Les trois équipes les plus jeunes sont l'Ukraine (25,259 ans), la Slovaquie (25,494 ans) et la Grande-Bretagne (25,753 ans), alors que les trois équipes les plus âgées sont le Monténégro (28,523 ans), la Biélorussie (28,946 ans) et la Pologne (29,049 ans). Aux moyennes par équipe, les plus petites équipes sont la Roumanie (1,809 m), la Croatie et l'Italie (1,814 m toutes deux) et les plus grandes la Hongrie (1,853 m), le Monténégro (1,854 m) et la Russie (1,873 m).
Cinq clubs ont sept joueuses représentées : USK Prague, Horizont Minsk, Famila Schio et Dynamo Koursk. Les ligues les plus représentées sont la Turquie avec 36 joueuses, la Russie 23, la France 20 et ex-aequo l'Italie et la Pologne avec 18.